# TU Большого Пса
TU Большого Пса (лат. TU Canis Majoris) — двойная затменная переменная звезда типа Алголя (EA) в созвездии Большого Пса на расстоянии приблизительно 1088 световых лет (около 333 парсеков) от Солнца. Видимая звёздная величина звезды — от +10,5m до +9,82m. Орбитальный период — около 1,1278 суток.

## Характеристики
Первый компонент — белая звезда спектрального класса A3.